# 宛孔氏
孔氏，战国末大工业者。魏国人，以冶为铁业。前225年，秦国灭魏国时，孔氏被迁到宛城（今河南南阳），他开始大规模从事冶铁业，兼营商业，获利甚巨，到汉朝时，致富数千金。